# لويز ألبرتو دا سيلفا أوليفيرا
لويز ألبرتو دا سيلفا أوليفيرا (بالبرتغالية: Luiz Alberto da Silva Oliveira‏) هو لاعب كرة قدم برازيلي في مركز الدفاع، ولد في 1 ديسمبر 1977 في ريو دي جانيرو في البرازيل. شارك مع منتخب البرازيل تحت 23 سنة لكرة القدم ومنتخب البرازيل لكرة القدم. أما مع النوادي، فقد لعب مع أتلتيكو باراناينسي وأتلتيكو مينيرو وبوكا جونيورز وريال سوسيداد ونادي إنترناسيونال ونادي سانت إتيان ونادي سانتوس ونادي فلامنغو ونادي فلومينينسي ونادي ناوتيكو.

## وصلات خارجية
- لويز ألبرتو دا سيلفا أوليفيرا على موقع قاعدة بيانات كرة القدم.إي يو (الإنجليزية)
- لويز ألبرتو دا سيلفا أوليفيرا على موقع ناشيونال فوتبول تيمز (الإنجليزية)
- لويز ألبرتو دا سيلفا أوليفيرا على موقع Soccerway.com (الإنجليزية)